# Chiesa di San Rocco (Parre)
La chiesa di San Rocco  è un luogo di culto cattolico che si trova nel comune di Parre in Val Seriana provincia di Bergamo posizionata nella parte inferiore del paese, nel suo centro originario .

## Storia
La costruzione della chiesa risale alla fine del XV secolo sembra per opera dei discendenti degli antichi feudatari di Parre, i Bellebonis, famiglia proveniente da Casnigo. Sicuramente è Pietro Belliboni la costituzione di lascito del 1519 per il sostentamento di un cappellano per una chiesa di San Rocco in Parre.  Dalla visita pastorale di San Carlo Borromeo del 1575 risulterebbe la chiesa più piccola di quella attuale, e con l'abside completamente affrescata. La devozione di San Rocco crebbe negli anni della peste del 1630, risulta che in quegli anni furono una sessantina i contagiati e morti di Parre.
La chiesa ebbe momenti di maggior ricchezza e periodi di completo abbandono, venne ristrutturata nel 1792  dai "vicini" abitanti della parte bassa del paese, come cita il documento «la chiesa era andata in rovina e del tutto priva di quel decoro, maestà e leggiadria…che ai sacri edifici sempre si richiede…».
Nel 1940 venne effettuato un completo rifacimento con lavori di consolidamento dei muri, delle decorazioni interne, e la costruzione di un nuovo altare.

## Descrizione

### Esterno
La chiesa si trova posizionata sulla piazzetta omonima, è preceduta da un sagrato sul lato ovest pavimentato in porfido, e delimitato da paraccarri con barre in ferro. La facciata settecentesca dalle linee semplici,  termina con una cornice di copertura in coppi. Un portichetto con colonne in arenaria protegge l'ingresso principale.

### Interno
L'interno è a unica navata con la volta a botte, suddivisa in tre campate da due lesene, che reggono un architrave con fregio e cornicione oltre il quale sei finestre laterali danno luminosità.
I due altari laterali sono in legno dipinto, ed hanno uno la pala siencentesca rappresentante l'Assunzione della Maria Vergine, con ai lati due ovali raffiguranti san Gaetano Thiene e san Luigi Gonzaga,  mentre quello di destra un'ancona raffigurante sant'Antonio abate tra santa Lucia e santa Apollonia, con a lato due medaglioni raffiguranti sant'Antonio abate, e san Carlo Borromeo.
Il presbiterio,  assai più ristretto del resto della navata, a pianta rettangolare con voltini a vela, vi è posto l'altare maggiore in marmi policromi e due alzate con tabernacolo.
Sulla parete di fondo vi è ospitata la pala di Carlo Ridolfi datata 1635, raffigurante la Madonna con Gesù Bambino con san Pietro, san Rocco, san Sebastiano.